# Air Merah (Kampung Rakyat)
Air Merah is een bestuurslaag in het regentschap Labuhan Batu Selatan van de provincie Noord-Sumatra, Indonesië. Air Merah telt 2636 inwoners (volkstelling 2010).